# Love / Affection
Singles de Miliyah Katō
Emotion
(2013) You...
(2014)
Love / Affection est le 29esingle de Miliyah Katō, sorti sous le label Mastersix Foundation le 22 janvier 2014 au Japon. Il arrive 23e à l'Oricon et reste classé 2 semaines. Love / Affection et Kamisama se trouvent sur l'album Loveland.

## Liste des titres
| 1. | Love / Affection                      |  |
| 2. | Kamisama (神様)                       |  |
| 3. | Love / Affection (Daishi Dance Remix) |  |
| 4. | Kamisama (Instrumental) (神様)        |  |

| 1. | Love / Affection (Music Vidéo) |  |